# PSX
PSX是索尼公司生产的一款基于PlayStation 2的能进行數位錄影、DVD錄影的多功能媒体设备名称。因为它是作为一种综合影音终端而不单纯是游戏机，所以是由索尼公司本部而非子公司索尼電腦娛樂（SCEI）负责经营（通常SCEI负责索尼游戏相关产品的经营）。PSX最早于2003年12月13日在日本上市，当时已有计划2004年将陆续在其他地区推出该产品，但因产品销量不佳而终止。
PSX有容量为160GB和250GB硬盘的两个版本，用户可以存储电视节目、家庭录象、数位相片或玩PS2游戏。PSX可以与PSP连接以传输视频或音乐，并已有消息宣称PSX可以与PS3连接，以使得单纯作为游戏设备的PS3成为一台综合影音终端。
PSX还以索尼独创的“十字媒体键”（Cross Media Bar，XMB）著称。
PSX同时也是最早PlayStation游戏机的一个别称。字母“X”代表索尼最早是想把PlayStation设计成为一台CD-ROM和任天堂的Super Famicom（超級任天堂）的混合体，然而任天堂单方停止了该项计划，于是索尼开始独立开发自己的游戏设备，称为“PlayStation计划”（the PlayStation Experimental）。

## 功能

### 影片编辑
PSX可以对用户录制的电视节目或导入的家庭录象进行一些基本的非线性剪辑；也可以将图片或影片做成幻灯片播放形式，加入特效，并可直接烧录成DVD。PSX还可以将若干影片内容在以多画面形式播放，或将几个影片合成一个输出。

### 网络
用户可以通过PSX連線网络，收发E-mail，接受或发送多媒体内容。用户亦可以連線日本“索尼在线”网站以获取更多的视频特效，电影预告片或进行软件升级，这些类似的服务在上市的PS3上也会有。PSX也可方便的连接键盘和鼠标。

### 游戏
与PS2一样，PSX完全向后支持所有PlayStation（PSone）游戏，它同时也支持所有日文PS2在线游戏。同时PSX巨大的硬盘使得用户可以方便的保存游戏数据以作备份。

### PSP
PSX可以方便的与PSP相连以传输数据。同时PSX中存储的电影可以转换为PSP所使用的格式，并通过USB或记忆棒传输给PSP。

## 技术规格
DESR-7700
- 硬盘容量：250GB
- CPU及GPU：90纳米图象引擎
- 可录介质：DVD-R、DVD-RW
- 可复制介质：DVD-VIDEO、DVD-R、DVD-RW、音乐CD、CD-R（图片）、记忆棒、PlayStation标准CD-ROM、PlayStation 2标准CD-ROM或DVD-ROM

DESR-5700
- 硬盘容量：160GB
- CPU及GPU：90纳米图象引擎
- 可录介质：DVD-R、DVD-RW
- 可复制介质：DVD-VIDEO、DVD-R、DVD-RW、音乐CD、CD-R（图片）、记忆棒、PlayStation标准CD-ROM、PlayStation 2标准CD-ROM或DVD-ROM

DESR-7500
DESR-5500